# Bredäng (metrostation)
Bredäng is een metrostation aan de rode route van de metro van Stockholm en wordt bediend door lijn T13. Het ligt op 46,1 meter boven zeeniveau op 9 kilometer ten zuidwesten van Slussen.
De naam van de wijk en het station zijn te danken aan een 18e-eeuws landgoed dat hier vroeger lag. De wijk is tussen 1961 en 1965 gebouwd volgens het concept van de Tunnelbaneförstad waarbij de centrumfuncties rond het metrostation worden samengebracht. In dit geval liggen het winkelcentrum en metrostation vlak voor de zuidelijke tunnelmond van de tunnel onder Mälarhöjden. De sporen en het perron liggen op een 180 meter lang viaduct over de Bredängs Allé parallel aan de Stora sällskapets väg. In tegenstelling tot de villawijken rond de stations tussen Liljeholmen en Bredäng is hier sprake van een dichte bebouwing zodat de metro, gezien het aantal reizigers, ook rendabel is. De hoofdingang van het station ligt in het winkelcentrum.
Kunstenares Lena Kriström heeft het station in 1982, samen met buurtbewoners, opgesierd met het kunstwerk Puzzelstukken, een houten reliëf dat geplaatst is in de stationshal. In 1999 zijn er nog aanvullende werken geplaatst.

## Fotogalerij

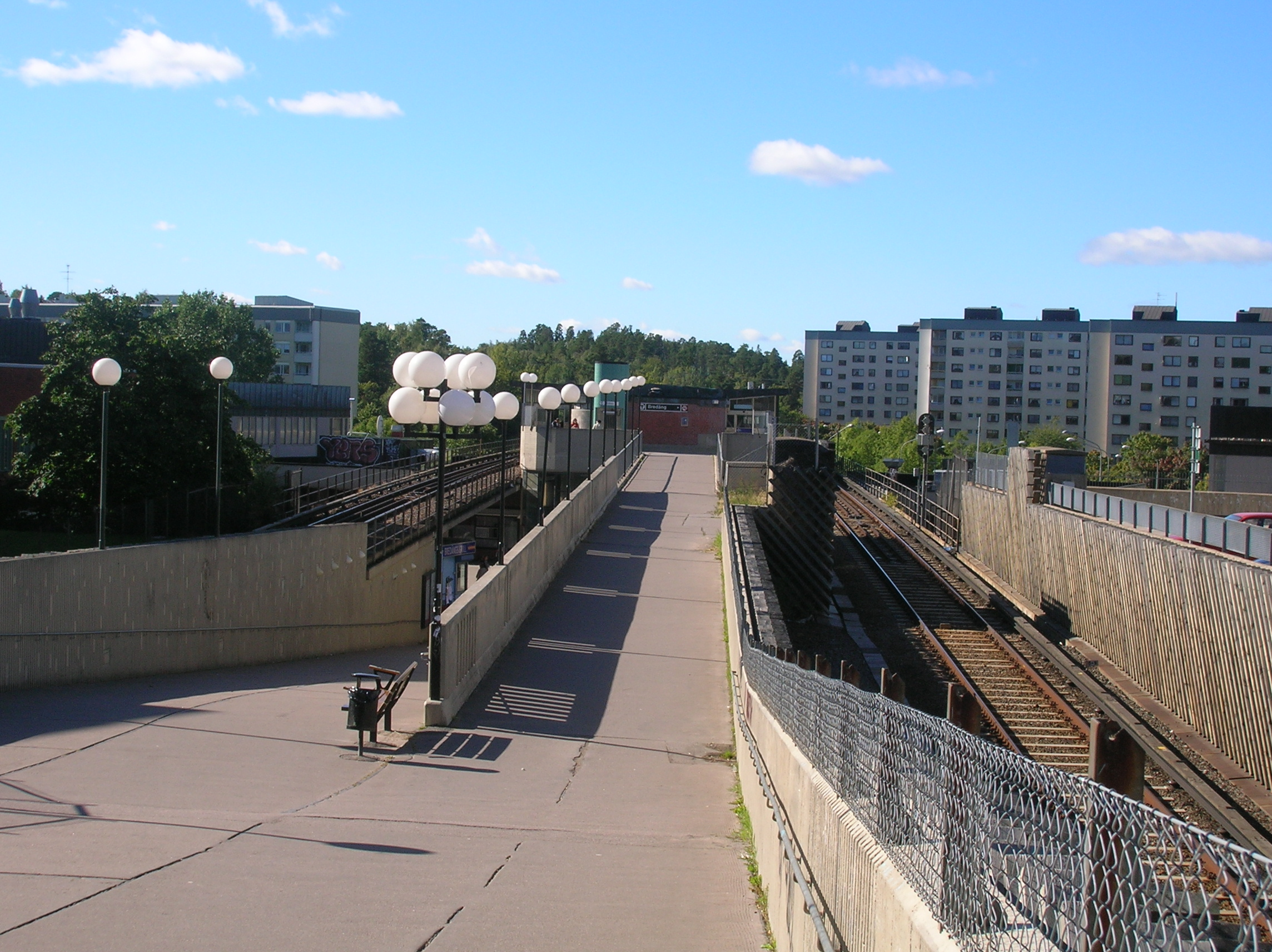
Het metrostation gezien van boven de tunnelmond
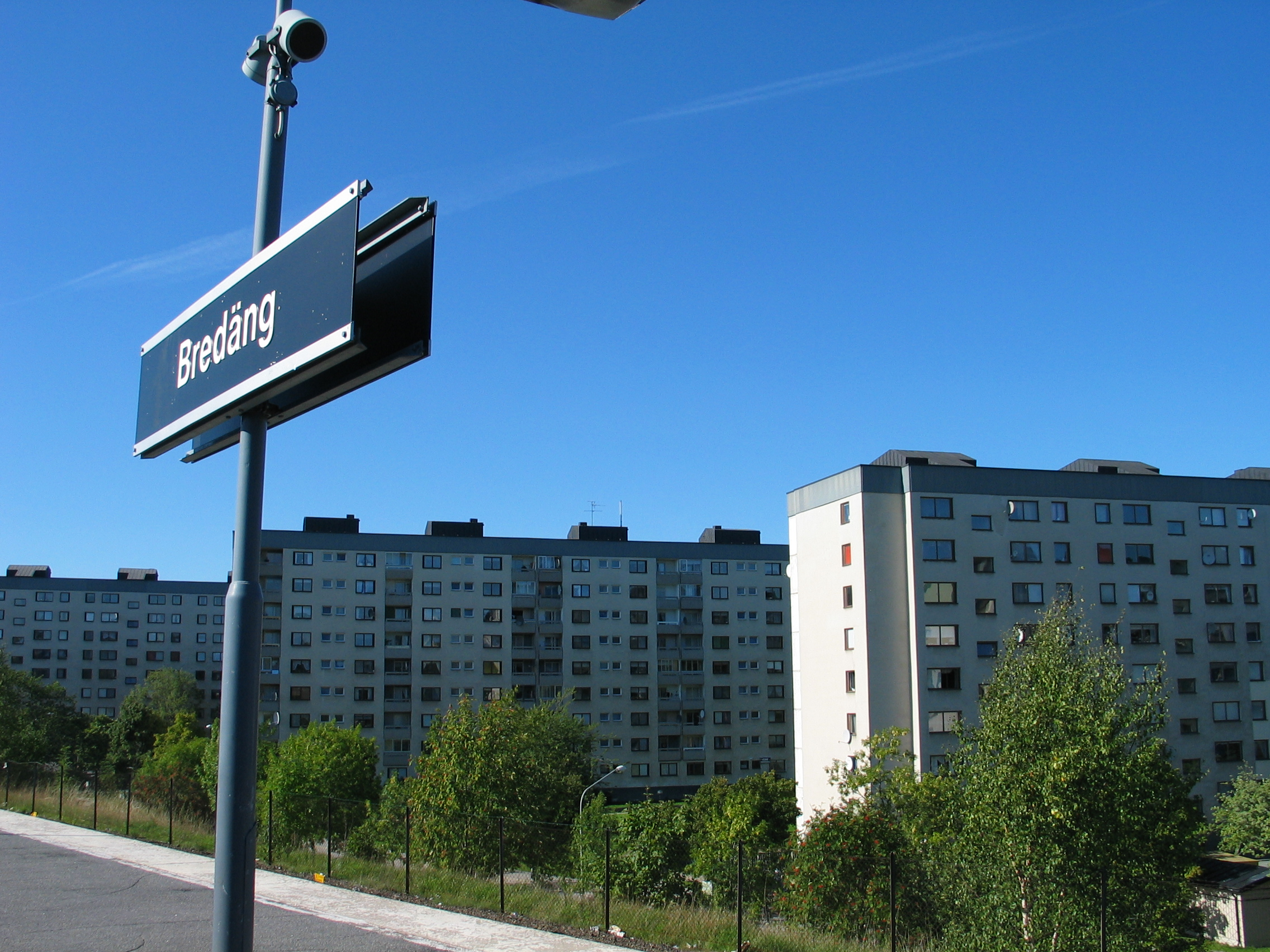
Naambord
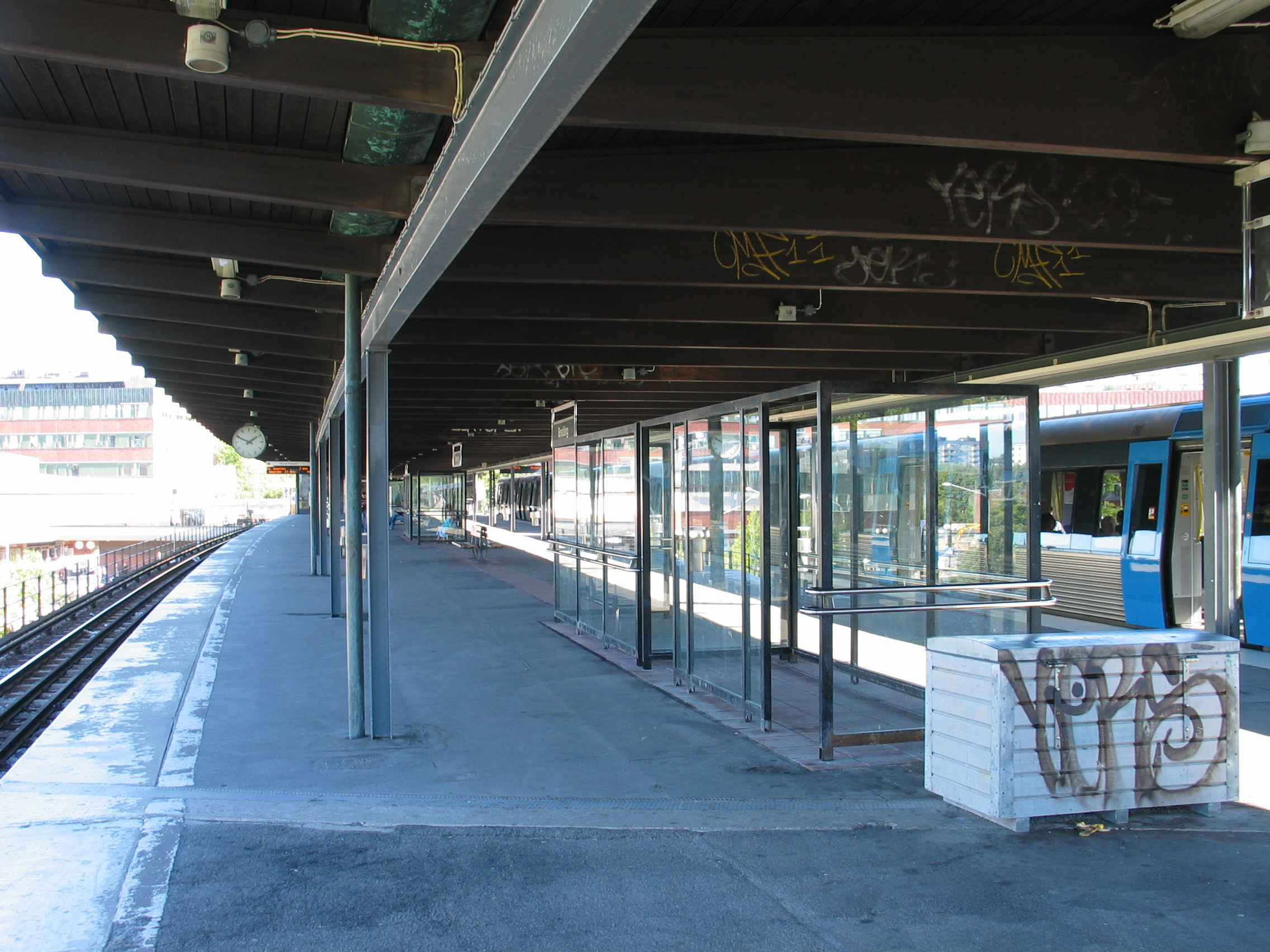
Perron
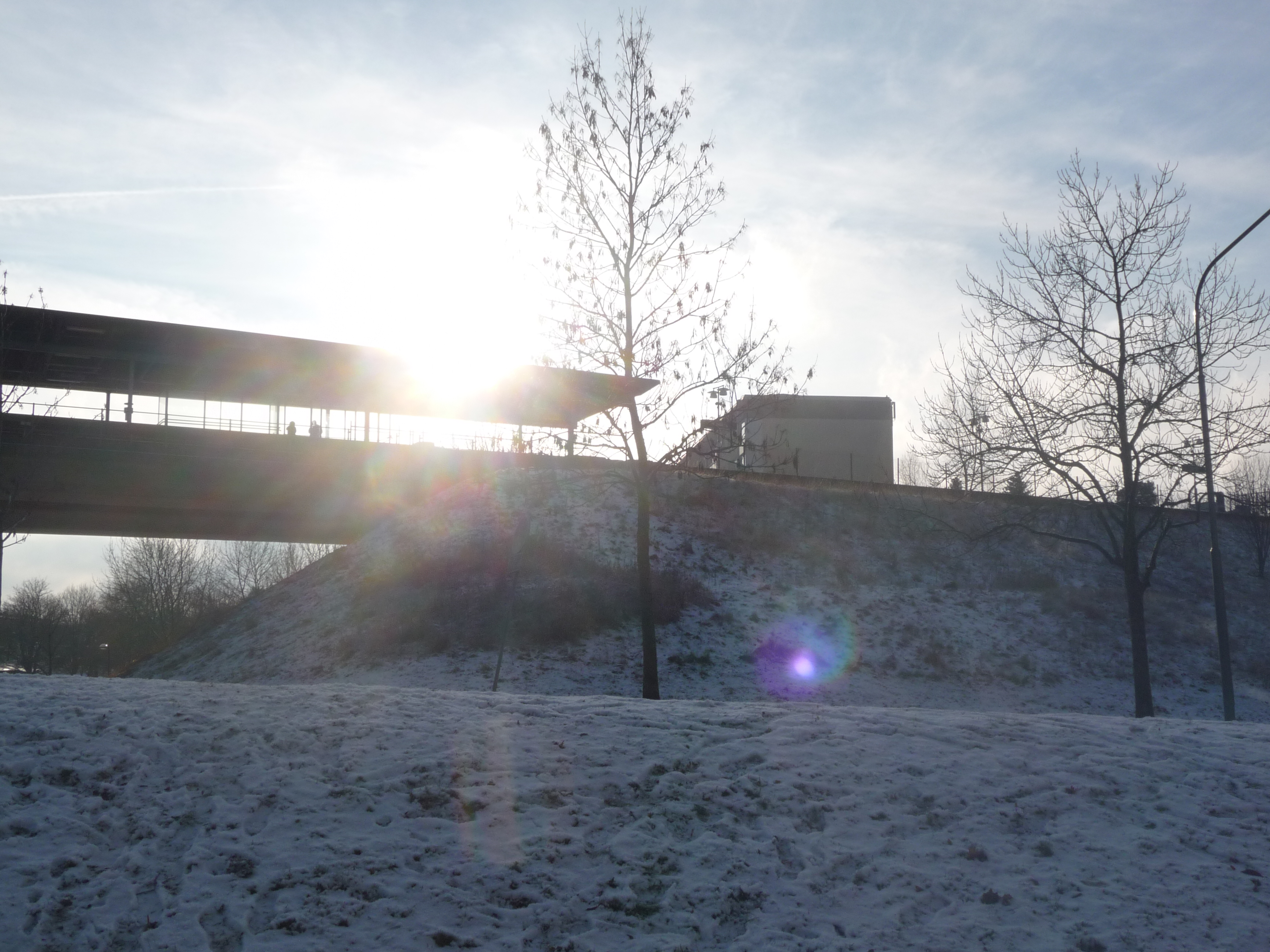
Viaductoplegging aan de westzijde

Norsborg ·
Hallunda ·
Alby ·
Fittja ·
Masmo ·
Vårby gård ·
Vårberg ·
Skärholmen ·
Sätra ·
Bredäng ·
Mälarhöjden ·
Axelsberg ·
Örnsberg ·
Aspudden ·
Liljeholmen ·
Hornstull ·
Zinkensdamm ·
Mariatorget ·
Slussen ·
Gamla Stan ·
T-Centralen ·
Östermalmstorg ·
Karlaplan ·
Gärdet ·
Ropsten